# Operació Nus Gordià
L'Operació Nus Gordià (portuguès Operação Nó Górdio) fou la major i més cara campanya militar portuguesa en la província ultramarina de Moçambic, o Àfrica Oriental Portuguesa. Va transcórrer en 1970, durant la Guerra Colonial Portuguesa (1961-1974). Els objectius d'aquesta campanya consistien en erradicar les rutes d'infiltració dels escamots independentistes del Frelimo al llarg de la frontera amb Tanzània i destruir les seves bases permanents a Moçambic. L'operació va durar set mesos, va mobilitzar en el total trenta i cinc mil militars i va ser parcialment reeixida.
L'operació consistia en un cèrcol intens amb vista a l'aïllament del nucli cèntric de l'Altiplà dels Macondes, on es trobaven les grans bases de Gungunhana (objectiu A), Moçambic (objectiu B) i Nampula (objectiu C). Un cop aconseguit l'aïllament, estava programat l'assalt i destrucció d'aquests objectius. Aconseguint aquests objectius, s'esperava la desarticulació i desmoralització del FRELIMO, encara que aquest no va estar impedit d'actuar en qualsevol dels teatres d'operacions, com es va verificar posteriorment.
L'Operació Nus Gordià fou llençada sota les ordres de Kaúlza de Arriaga, des de feia poc promogut a comandant en cap de les forces a Moçambic, després vuit mesos de comandament de forces terrestres en el teatre d'operacions moçambiquès, i executada pel Comandament Operacional de les Forces d'Intervenció (COFI). L'inici de l'Operació va ser marcat per a l'1 de juliol de 1970, amb la presència del Comandant en Cap i del seu Estat Major a Mueda, perllongant-se fins al 6 d'agost, i hi participaren més de vuit mil homes, on s'incloïa la totalitat de les forces especials (Comandos, paracaigudistes i Fuzileiros) i dels Grups Especials i a gairebé totalitat de l'artilleria de campanya, unitats de reconeixement i d'enginyeria.
Aquesta operació incloïa acció psicològica, amb una secció instal·lada a Mueda, i equips d'acció psico-social a Mueda i al Sagal. Segons els informes de Portugal, hauran estat morts 651 guerrillers i 1.840 capturats contra 132 militars portuguesos morts. Kaúlza de Arriaga va reivindicar també que les seves tropes haurien destruït 61 bases i 165 camps, i capturades 40 tones de munició, només en els primers dos mesos.